# Itsu
itsu는 아시아 요리를 주력으로 하는 영국의 패스트 푸드 체인이다. 클라이브 슐리와 제휴하여 멧커프 푸드 컴퍼니의 창립자인 줄리언 멧커프가 설립하였다.